# Сухов Юрій Миколайович
Сухов Юрій Миколайович (нар. 15 вересня 1969, Черкесовський, Новоаннінського района Волгоградської області — адвокат, партнер в адвокатському об‘єднанні..
З квітня 2009 по березень 2010 — Урядовий уповноважений з питань антикорупційної політики.

## Освіта
У 1992 році закінчив Київське вище танкове інженерне училище (інженер-механік), у 1998 — Київський національний університет ім. Тараса Шевченка — юридичний факультет (правознавство).
Кандидат юридичних наук (кримінальне право — 2000 рік).

## Кар'єра
Після закінчення військового училища проходив службу офіцером у збройних силах. З 1993 по 1996 роки проходив службу в органах внутрішніх справ на посадах слідчого та керівних посадах у слідчих підрозділах. До 2001 року працював у Державній податковій адміністрації України на керівних посадах Слідчого управління податкової міліції та начальником Головного правового управління. З 2001 по лютий 2002 років займав посаду заступника директора департаменту по контролю за дотриманням бюджетного законодавства Рахункової палати України.
До квітня 2008 року працював у Державному комітеті України у справах національностей та міграції на посадах директора департаменту та заступника Голови Комітету.
З квітня 2009 по березень 2010 років займав посаду Урядового уповноваженого з питань антикорупційної політики.
У 2008—2009 роках та з березня 2010 року по цей час займається адвокатською практикою.

## Відзнаки
Нагороджений Почесною грамотою Кабінету Міністрів України з врученням пам'ятного знака (постанова КМУ від 22.06.04 № 798).

## Адвокатська діяльність
Основна спеціалізація адвоката Юрія Сухова — захист інтересів у кримінальних справах, які частіше за все виходять на публічну площину.
Відомий завдяки захисту політиків та високопосадовців або представленню їх інтересів у резонансних справах, зокрема: Юлії Тимошенко; Анатолія Макаренка; Миколи Злочевського; Сергія Чеботаря; Віри Ульянченко; Мельничука Максима Дмитровича; Павловського Андрія Михайловича, Бондарєва Костянтина Анатолійовича; Головача Андрія Володимировича; Корбана Геннадія Олеговича; Неміровського Володимира Леонідовича; Хоменка Володимира Петровича; Середи Григорія Порфировича; Клюєва Сергія Петровича; Клюєва Андрія Петровича; Курченка Сергія Віталійовича; суддів Печерського районного суду Києва Кіцюка Віктора Петровича, Вовка Сергія Володимировича , Царевич Оксани Ігорівни та інших суддів міста Києва; учасників, так званої «вертольотної справи».